# 2003년 동계 아시안 게임 스피드스케이팅
2003년 동계 아시안 게임의 스피드스케이팅은 2003년 동계 아시안 게임의 경기 종목으로 2003년 2월 2일부터 2월 5일까지 진행되었다.

## 경기장
하치노헤에 위치한 나가네 운동공원 스피드스케이팅 링크(長根運動公園スピードスケートリンク)에서 경기가 진행되었다.

## 메달 집계
| 순위 | 국가           | 금메달 | 은메달 | 동메달 | 합계 |
| ---- | -------------- | ------ | ------ | ------ | ---- |
| 1    | 일본           | 6      | 5      | 7      | 18   |
| 2    | 대한민국       | 2      | 2      | 2      | 6    |
| 3    | 중화인민공화국 | 1      | 1      | 0      | 2    |
| 4    | 카자흐스탄     | 0      | 1      | 0      | 1    |
| 합계 | 합계           | 9      | 9      | 9      | 27   |

## 메달리스트
| 종목               | 금                         | 은                                 | 동                           |
| ------------------ | -------------------------- | ---------------------------------- | ---------------------------- |
| 남자 500m 자세히   | 시미즈 히로야스 일본 (JPN) | 가와타 도모나리 일본 (JPN)         | 가토 조지 일본 (JPN)         |
| 남자 1000m 자세히  | 이규혁 대한민국 (KOR)      | 시미즈 히로야스 일본 (JPN)         | 나카지마 다카하루 일본 (JPN) |
| 남자 1500m 자세히  | 이규혁 대한민국 (KOR)      | 문준 대한민국 (KOR)                | 여상엽 대한민국 (KOR)        |
| 남자 5000m 자세히  | 노자키 다카히로 일본 (JPN) | 라디크 빅첸타예프 카자흐스탄 (KAZ) | 미야자키 게사토 일본 (JPN)   |
| 남자 10000m 자세히 | 히라코 히로키 일본 (JPN)   | 미야자키 게사토 일본 (JPN)         | 야스다 나오키 일본 (JPN)     |
| 여자 500m 자세히   | 왕만리 중국 (CHN)          | 와타나베 유카리 일본 (JPN)         | 오구사 사유리 일본 (JPN)     |
| 여자 1000m 자세히  | 도노이케 아키 일본 (JPN)   | 왕만리 중국 (CHN)                  | 신야 시호미 일본 (JPN)       |
| 여자 1500m 자세히  | 다바타 마키 일본 (JPN)     | 도노이케 아키 일본 (JPN)           | 백은비 대한민국 (KOR)        |
| 여자 3000m 자세히  | 다바타 마키 일본 (JPN)     | 백은비 대한민국 (KOR)              | 이시노 에리코 일본 (JPN)     |